# Посідонія південна
Посідонія південна (Posidonia australis) — вид рослин родини посідонієві (Posidoniaceae) порядку частухоцвітні (Alismatales).

## Поширення та середовище існування

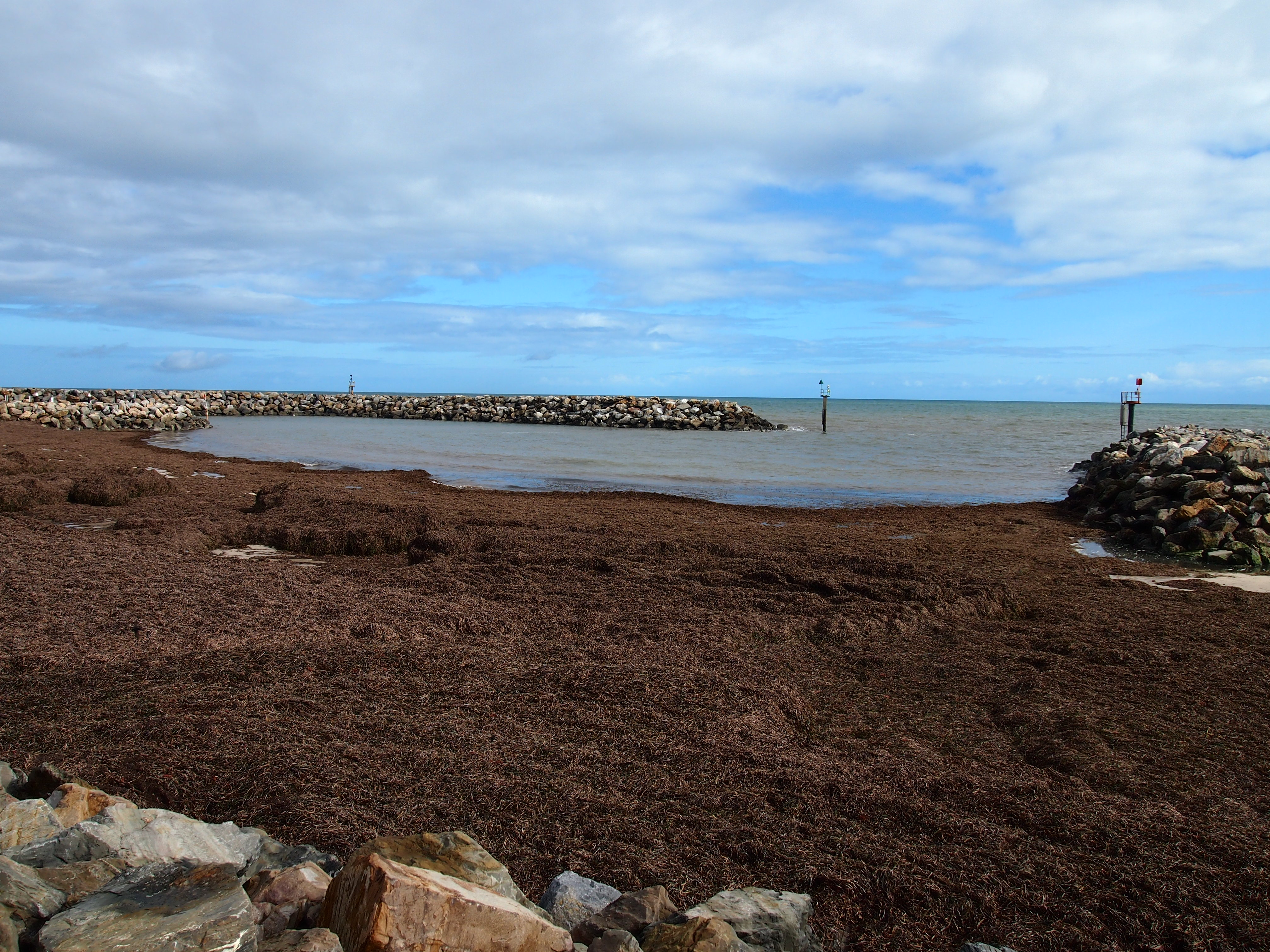
Скупчення решток посейдонії південної на Вест-Біч, Південна Австралія

Вид трапляється вздовж південного узбережжя Австралії, включаючи Тасманію. У Західній Австралії він зустрічається в районі Шарк-Бей, навколо островів Гаутман-Абролгос і далі на південь уздовж узбережжя прибережної рівнини Сван. Вид зареєстрований на краю рівнин Есперанс, архіпелагу Ла Решерш, на південному узбережжі південно-західного регіону. Ареал простягається на схід до прибережних районів Нового Південного Уельсу, Південної Австралії, Тасманії та Вікторії.
Утворює великі морські трав'яні луки на глибині від одного до 15 метрів. Ознакою присутності посейдонії є наявність на пляжах мас листя, що розкладається, утворюючи волокнисті кульки.

## Опис
Кореневища заглиблені в піщане дно, листки стрічкоподібні, шириною 11-20 мм, світло-зеленого кольору, які згодом буріють.

## Найбільша рослина
У червні 2022 року генетичне тестування показало, що зразки Posidonia australis, взяті з луків у Шарк-Бей на відстані до 180 км, були з одного клону тієї самої рослини. Рослина займає площу морського дна близько 200 квадратних кілометрів. Це зробило б його найбільшою відомою рослиною у світі. Підраховано, що рослині знадобилося щонайменше 4500 років, щоб вирости до такого розміру за допомогою кореневищ для колонізації нових частин морського дна, припускаючи швидкість росту кореневища близько 35 сантиметрів на рік.